# Tótem
Tótem é um filme dramático de 2023 escrito e dirigido por Lila Avilés. O filme retrata a história de Sol, de sete anos, que passa o dia na casa do avô, para uma festa surpresa para o pai de Sol, Tonatiuh. À medida que a luz do dia desaparece, Sol compreende que seu mundo está prestes a mudar dramaticamente. Foi selecionado para concorrer ao Urso de Ouro no 73º Festival Internacional de Cinema de Berlim, onde teve sua estreia mundial em 20 de fevereiro de 2023. É uma coprodução entre México, Dinamarca e França.
Foi aclamado pela crítica e eleito um dos cinco melhores filmes internacionais de 2023 pelo National Board of Review. O filme foi selecionado como representante mexicano para o Oscar de melhor filme internacional na edição de 2024.

## Sinopse
Sol, uma menina de sete anos, vai até a casa do avô, onde suas tias Nuri e Alejandra fazem uma festa surpresa de aniversário para seu pai. Provavelmente é a última, então, de certa forma, é também uma cerimônia de despedida. Com o início do anoitecer, um ambiente desconhecido e desenfreado toma conta, rompendo os laços familiares. Para Sol, o mundo está prestes a mudar à medida que ela aprende a essência do desapego e sente o sopro da vida.

## Elenco
- Naíma Sentíes como Sol
- Montserrat Marañón como Nuri
- Marisol Gasé como Alejandra
- Saori Gurza como Esther
- Teresita Sánchez como Cruz
- Mateo García Elizondo como Tonatiuh
- Juan Francisco Maldonado como Napo
- Iazua Larios como Lucía
- Alberto Amador como Roberto

## Produção
No dia 7 de julho de 2020, foi noticiado que Lila Avilés estava planejando seu novo filme intitulado Tótem. O filme também estava entre os cinco próximos projetos de longa-metragem a receber uma doação de € 53.000 (US$ 60.000) do Fundo Hubert Bals (HBF), administrado pelo Festival Internacional de Cinema de Roterdã.
Tótem foi produzido pela Limerencia Films e Laterna, em coprodução com a dinamarquesa Paloma Productions e a francesa Alpha Violet Production, também distribuidoras. É o segundo longa-metragem de Lila Avilés depois de La camarista. Naíma Sentíes como Sol, Montserrat Marañon como Nuri, Marisol Gasé como Alejandrato e Mateo García Elizondo como o pai de Sol, Tonatiuh, foram escalados para os papéis principais.

## Lançamento
O filme teve sua estreia mundial em 20 de fevereiro de 2023 no 73º Festival Internacional de Cinema de Berlim. Em abril competiu no 47º Festival Internacional de Cinema de Hong Kong, onde ganhou o Prêmio Firebird de melhor filme na categoria Young Cinema Competition World. Foi convidado para a seção Horizontes do 57º Festival Internacional de Cinema de Karlovy Vary, onde foi exibido em 30 de junho de 2023. Também foi convidado para o 27º Festival de Cinema de Lima na seção de ficção de competição, onde foi exibido em 11 de agosto e ganhou o prêmio de Melhor Filme da seção. Também foi exibido no Atlantic International Film Festival na seção World Cinema em 17 de setembro de 2023. O filme também foi exibido na seção 'Horizontes Latinos' do 71º Festival Internacional de Cinema de San Sebastián, a ser realizado em 22 a 30 de setembro de 2023. O filme competiu no Festival Internacional de Cinema de Calgary de 2023 na 'Competição Narrativa Internacional' pelo prêmio de Melhor Filme Narrativo Internacional e foi exibido em 22 de setembro.
Em outubro, o filme foi convidado para o Festival Internacional de Cinema de Vancouver de 2023 na seção 'Showcase' e foi exibido no dia 1º de outubro; depois foi exibido no Festival du nouveau cinéma de 2023 no Panorama Internacional em 7 de outubro; e no Festival de Cinema de Londres de 2023 na seção 'Strand' sob o tema 'Love' em 9 de outubro. Competiu no Festival Internacional de Cinema de Chicago na Competição Internacional de Longas-Metragens e foi exibido em 14 de outubro; mais tarde, em 20 de outubro, foi exibido no Festival Internacional de Cinema de Viena na seção Features. Também foi selecionado no 20º Latin Beat Film Festival no 36º Festival Internacional de Cinema de Tóquio e foi exibido em 27 de outubro de 2023.
O filme estreou nos cinemas mexicanos em 30 de novembro de 2023.